# Museo di Val Verzasca
Il Museo di Val Verzasca è un museo etnografico con sede a Sonogno nel Canton Ticino in Svizzera con una collezione di circa mille oggetti demo-etno-antropologici costituita a partire dal 1974. Il museo è gestito a partire dal 1979 dall'Associazione Museo di Val Verzasca e fa parte dell'Associazione musei etnografici ticinesi.

## Storia del museo
Nel 1974 Angela Maria e Franco Binda inaugurano la mostra Tradizioni popolari verzaschesi nella Casa Genardini a Sonogno. Si tratta del primo passo verso la creazione, nel 1979, del Museo di Val Verzasca. Negli anni seguenti con il sostegno di volontari, enti pubblici e privati, il Museo organizza mostre temporanee, produce ricerche storiche e pubblicazioni, organizza itinerari etnografici e acquisisce il Mulino, la Centralina di Frasco e il Piccolo Museo di Odro. Nel 2017 viene inaugurato il nuovo spazio espositivo che si chiama Laboratorio degli antichi gesti e che è collocato accanto alla storica sede di casa Genardini.

## Sede, collezioni e mostre permanenti
La sede del Museo di Val Verzasca è composta da due edifici di epoche diverse che si affacciano sulla piazza del paese di Sonogno. Casa Genardini, costruita nel Settecento, ha preservato i tratti distintivi di una tipica abitazione verzaschese ed è luogo della memoria, mentre l'edificio moderno in calcestruzzo accompagna il visitatore sul territorio e sui mutamenti antropologici e storici.  
Il museo è un luogo di conservazione del patrimonio materiale e immateriale della regione, ma è anche un luogo di cultura e di interazione sociale. Il museo ha un occhio di riguardo sia per la realtà locale che per quella globale, e si impegna a far sì che questo rapporto tra l'istituzione e la popolazione locale generi esperienze in continua osmosi tra il microcosmo locale e gli stimoli più globali, attraverso progetti partecipativi. 
Il Museo della Valle Verzasca è un museo storico-antropologico che unisce tradizione e modernità e propone un approccio partecipativo nelle sue esposizioni e nei suoi progetti sul territorio. I temi principali dell'esposizione permanente sono: 
- Lavoro minorile ieri e oggi, con un focus sulla storia dei bambini spazzacamini della Verzasca e sui diritti dei bambini.
- Le illustrazioni di Hannes Binder del romanzo I fratelli neri sono animate in un grande libro interattivo.
- In movimento: transumanza, uso del territorio, sviluppo del paesaggio con un modello 3D interattivo della Verzasca.
- L'installazione "La mia Verzasca" invita i visitatori a lasciare una traccia della loro personale visione della valle.

### La mostra permanente "Infanzia spensierata?"
La mostra permanente nella sede storica (Casa Genardini) punta sulla narrazione come motore di scoperta di temi antropo-logici sempre attuali. I visitatori ricevono stimoli e spunti di riflessione sulla relazione tra la storia passata e la nostra contemporaneità attorno ai temi della povertà della valle, dell'emigrazione stagionale dei bambini spazzacamini e dell'attualità del lavoro minorile oggi. Questi eventi storici interagiscono nella mostra con la narrazione del romanzo di Lisa Tetzner Die Schwarzen Brüder (I fratelli neri), la storia inventata nell'Ottocento che narra le avventure di un piccolo spazzacamino di Sonogno a Milano.
La nuova mostra affronta questioni sociali e di sostenibilità urgenti legate allo sviluppo sostenibile e all'Agenda 2030: porre fine alla povertà, istruzione per tutti, eliminare il lavoro minorile, consumo responsabile. La mostra affronta anche il tema della migrazione e del lavoro minorile, non solo nel passato, ma anche nel presente, in Europa e nel mondo. 

### Altre sedi e i percorsi etnografici sul territorio
Il museo è presente sul territorio a Frasco con il Mulino (del 1880 e restaurato nel 1996) e  la Centralina elettrica (del 1925 e in uso fino al 1950) e a Odro con il Piccolo Museo del fieno selvatico (collocato nella località Sert, nel maggengo di Odro a Vogorno, con una collezione di oggetti per la raccolta del fieno di bosco). Il museo è presente sul territorio anche con diversi itinerari etnografici per permettere ai visitatori di conoscere alcuni aspetti e pratiche della vita di un tempo come la raccolta del fieno selvatico (a Vogorno), le vasche monolitiche del maggengo di Revöira per la raccolta dell'acqua (a Lavertezzo), le trappole per lupi dette lüére (a Brione Verzasca), le cantine e cantinotti dette fregère di Cabioi (a Sonogno). Dal 2022 il Sentiero delle leggende della Verzasca e Via europea delle Fiabe, oltre a passeggiate propone attività e è in continua crescita con nuove sculture che vengono realizzate con il contributo dei visitatori stessi e di enti. 

### La collezione
Gli oggetti della collezione sono valorizzati dalle ambientazioni della cucina nera, della stanza da letto e del giaciglio du un bambino spazzacamino (situato in soffitta e con audio di testimonianze di spazzacamini recitate da allievi delle Scuole elementari di Brione Verzasca). Hanno invece un valore rappresentativo e simbolico gli oggetti presenti nella sede moderna dedicata al movimento stagionale dei verzaschesi tra insediamenti in Valle e sul Piano di Magadino fino ancora agli anni quaranta del Novecento.